# Várzea do Poço
Várzea do Poço är en kommun i Brasilien.   Den ligger i delstaten Bahia, i den östra delen av landet, 1 000 km nordost om huvudstaden Brasília. Antalet invånare är 8 664.
Omgivningarna runt Várzea do Poço är huvudsakligen savann. Runt Várzea do Poço är det ganska glesbefolkat, med 30 invånare per kvadratkilometer.